# SMS Eber
La SMS Eber est une canonnière de classe Iltis, mise à l'eau par la marine impériale allemande, le 6 juin 1903. C'était la dernière-née de ses sister-ships, les canonnières SMS Iltis, SMS Jaguar, SMS Tiger, SMS Luchs et SMS Panther.
Elles ont toutes été conçues pour les expéditions de l'Empire colonial allemand. Eber signifie « sanglier » en français. Issue du chantier naval de la AG Vulcan Stettin, elle a été incendiée par son équipage au Brésil en 1917.

## Historique
Après sa mise à l'eau en juin, la canonnière est en service à partir de septembre 1903, mais elle doit être mise en révision peu après, puis en réserve. Elle repart en avril 1910, pour remplacer le vieux croiseur SMS Sperber qui stationne en Afrique de l'Ouest allemande. Elle part le 15 avril de Wilhelmshaven et arrive à Douala, le 14 juillet 1910, où elle prend son service normal. Elle se rend aussi à la fin de l'année à Cadix et au Cap, comme une autre canonnière qui deviendra fameuse quelques mois plus tard, la SMS Panther Du 6 janvier au 7 mars, elle est à Cadix et retourne en Afrique en s'arrêtant en route dans nombre de ports, comme Casablanca. Elle est à Douala en mai et y retrouve à SMS Panther.
Cette dernière doit retourner en Allemagne pour des réparations de fond. Elle s'arrête en chemin sur ordre de l'amirauté à Agadir, provoquant la célèbre crise d'Agadir. Cet arrêt ne se fait pas pour des raisons de logistique, puisqu'elle  s'était déjà approvisionnée en charbon à Tenerife, mais pour des raisons diplomatiques. Le croiseur auxiliaire SMS Berlin arrive aussi de Kiel dans la baie d'Agadir, le 4 juillet 1911. Les canonnières ont fait escale ensemble à Las Palmas, et se sont approvisionnées ensemble à Tenerife. Leur séjour à Agadir se prolonge, pour la SMS Panther jusqu'au 25 juillet et un peu plus pour les autres bâtiments allemands. La Panther retourne en Allemagne et la Eber au Cameroun. Quant au Berlin, il part en novembre pour Mogador, Casablanca et Tanger.
La canonnière Eber est à Douala, en janvier 1912, et part en mars pour les colonies allemandes du Sud-Ouest africain et pour Le Cap, où elle arrive le 29 mars. Le commandant de bord et le premier officier sont gravement malades. Ce dernier meurt au Cap, et le commandant de bord von Hippel est rapatrié en Allemagne. L'officier de garde Erich Schröder commande le bateau en remplacement. La canonnière est au Congo à la fin de l'été, s'arrête à Boma et à Cabinda, puis se rend au Liberia en novembre. Elle y est bientôt rejointe par la Panther et par le SMS Bremen. Elle retourne ensuite en février à Douala, puis à Wilhelmshaven pour des réparations. Elle emmène ensuite un détachement de topographes pour une mission dans le golfe de Guinée et passe les fêtes de fin d'année au Cameroun. Les canonnières Panther et Eber partent ensuite, avec la division détachée de la marine commandée par le konteradmiral Hubert von Rebeur-Paschwitz et composée du SMS Kaiser, du SMS König Albert et du croiseur auxiliaire SMS Straßburg, en direction du Sud-Ouest africain allemand,  et ensuite par le cap Horn vers Valparaíso. Les bâtiments de guerre visitent ensuite l'Argentine et le Brésil et sont de retour en Allemagne (du 9 décembre 1913 au 17 juin 1914). Le Straßburg, quant à lui, quitte la division pour se rendre au Mexique, puis il est rappelé d'urgence par la mobilisation. La canonnière Eber poursuit des missions de topographie dans les zones sud de l'Empire colonial allemand, encore au début de l'été 1914.

## Première Guerre mondiale
La canonnière est au Cap à la veille de la guerre. Elle ne peut plus communiquer par radio avec Lüderitz, car les autorités britanniques interdisent toute liaison depuis le 30 juillet, mais parvient dans la baie de Lüderitz, au début du mois d'août. Après avoir fait le plein de charbon, elle se rend aussitôt en Amérique du Sud à l'île de Trinité à 900 milles marins des côtes brésiliennes, où elle retrouve les vapeurs de commerce allemands Alarich, Adelaide, Steiermark et Gertrud Woermann. Ils ont ordre de se diriger vers Dresde. Le paquebot allemand de la HSDG (Hamburg Süd) Cap Trafalgar reçoit les munitions de la canonnière le 23 août, ainsi que son armement et une partie de son équipage, selon la loi militaire en vigueur en cas de mobilisation générale et devient croiseur auxiliaire de la Kaiserliche Marine. Il est coulé le 14 septembre par le HMS Carmania de la Royal Navy, un autre transatlantique mobilisé.
Devenu simple bateau de commerce, la Eber est désormais commandée par son plus jeune officier et se trouve à Bahia (le Brésil est encore neutre), le 14 septembre, où elle est désarmée et à quai, avec simplement quinze hommes de garde à son bord, commandés par le machiniste en chef Schaumburg. L'équipage incendie le bateau le 26 octobre 1917, lorsque le Brésil déclare la guerre aux Empires centraux, pour qu'il ne tombe pas en des mains ennemies. C'est la fin de la Eber.

## Commandants
- Septembre-novembre 1903 : lieutenant-capitaine Albertus Petruschky (1866-1943)
- Avril 1910 : korvettenkapitän Franz Lustig (1873-1943)
- Octobre 1911 : Korvettenkapitän Wilhelm von Hippel (1876-1971)
- Mars 1912 : lieutenant-capitaine Erich Schröder (1883-?), en remplacement
- Avril 1912 : Korvettenkapitän Clemens von Weise (de) (1872-1920)
- Avril 1913 : lieutenant-capitaine Paul Schondorff (1880-?)
- Juin 1913 : Korvettenkapitän Julius Wirth (1875-1914), mort avec 50 hommes d'équipage, lorsque le Cap Trafalgar est coulé

## Source
- (de) Cet article est partiellement ou en totalité issu de l’article de Wikipédia en allemand intitulé « SMS Eber (1903) » (voir la liste des auteurs).